# Champagné-le-Sec
Champagné-le-Sec is een gemeente in het Franse departement Vienne (regio Nouvelle-Aquitaine) en telt 201 inwoners (1999). De plaats maakt deel uit van het arrondissement Montmorillon.

## Geografie
De oppervlakte van Champagné-le-Sec bedraagt 8,0 km², de bevolkingsdichtheid is 25,1 inwoners per km².
De onderstaande kaart toont de ligging van Champagné-le-Sec met de belangrijkste infrastructuur en aangrenzende gemeenten.

## Demografie
Onderstaande figuur toont het verloop van het inwonertal (bron: INSEE-tellingen).